# Der Geologe
Der Geologe (alternative Titel: Der Mineraloge) ist ein Gemälde des deutschen Malers Carl Spitzweg (1808–1885) aus den 1860er Jahren. Es gehört zur Sammlung des Von der Heydt-Museums in Wuppertal, zu der es durch Vermächtnis 1913 kam. Spitzwegs Malstil gehört der Spätromantik an. Anfangs war Spitzweg, der in München wirkte, noch der biedermeierlichen Richtung verbunden, später lockerte sich seine Malweise auf, dem Impressionismus sehr nahe.

## Beschreibung
Das Gemälde zeigt einen Herrn, der dem Titel des Gemäldes nach ein Geologe ist. Er kniet vor einer Felswand und hält in seinen Händen jeweils einen Stein, der ein wenig größer als seine Hände ist. Den Stein in seiner linken Hand betrachtet der Geologe genauer, vielleicht hat er zuvor die beiden Steine gegeneinander geschlagen, um ein Bruchstück abzuschlagen. Zu seiner Linken hat er einen ca. 70 bis 80 cm langen Häckel abgelegt.
Der Geologe trägt eine blaue Hose und einen rötlichen Mantel mit dunklerem Kragen. Um seinen Hals trägt er einen dicken, beigen Schal, bei dem oben ein kleines Stück seines weißen Hemdkragens herausschaut. Er trägt einen braunen Hut und eine grüne Botanisiertrommel, die er sich so umgeschnallt hat, dass sie ihm auf seinem Rücken hängt.
Im Bild überwiegen rot-bräunliche Töne, neben dem Mantel des Gelogen auch durch die Felswände links und rechts im Bild. Am Platz, wo der Geologe kniet, überwiegen Gelbtöne, als wäre der Platz von der Sonne beschienen. Teilweise ist am Grund und an den Felswänden grüne Vegetation zu erkennen. Trotz des Schals des Geologen scheint es keine Situation im Winter zu sein.
Spitzwegs Werk ist mit Leimfarbe auf starkem Papier auf Leinwand ausgeführt und hat das Hochformat 44 × 34,5 cm. Ein Monogramm befindet sich unten rechts. Es trägt die Inventarnummer G 832 des Wuppertaler Von der Heydt-Museums.

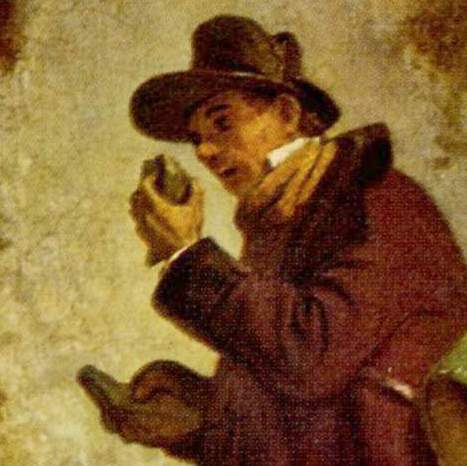
Detail: Der Geologe
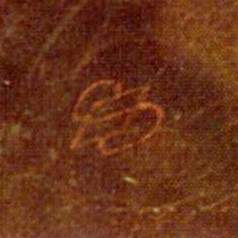
Detail: Monogramm
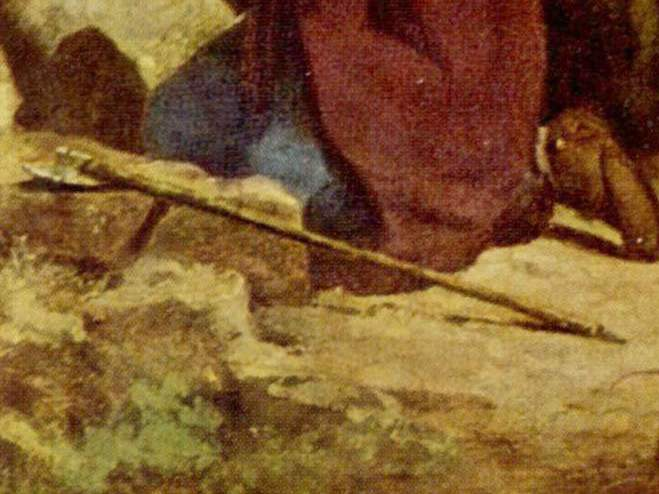
Detail: Häckel

## Andere Versionen
Spitzweg malte das Motiv „Der Geologe“ nach Günther Roennefahrt vier Mal:
1. [Roennefahrt Nr. 1418]: Öl auf Leinwand, 50 × 41,5 cm, datiert 1854, im Besitz der Städtischen Galerie Pforzheim[3]
2. [Roennefahrt Nr. 1419]: Öl auf Leinwand, 48 × 27 cm, Sammlung Georg Schäfer, Schweinfurt
3. [Roennefahrt Nr. 1420]: Öl auf Leinwand, 44 × 34,5 cm, Von der Heydt-Museum
4. [Roennefahrt Nr. 1421]: Öl auf Leinwand, 34,5 × 29 cm, in den Einzelheiten nicht durchgeführte Version

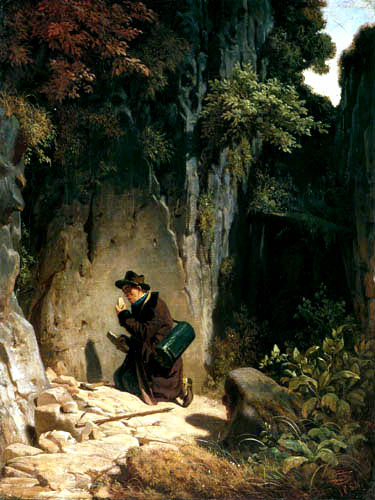
Version 1, Städtische Galerie Pforzheim
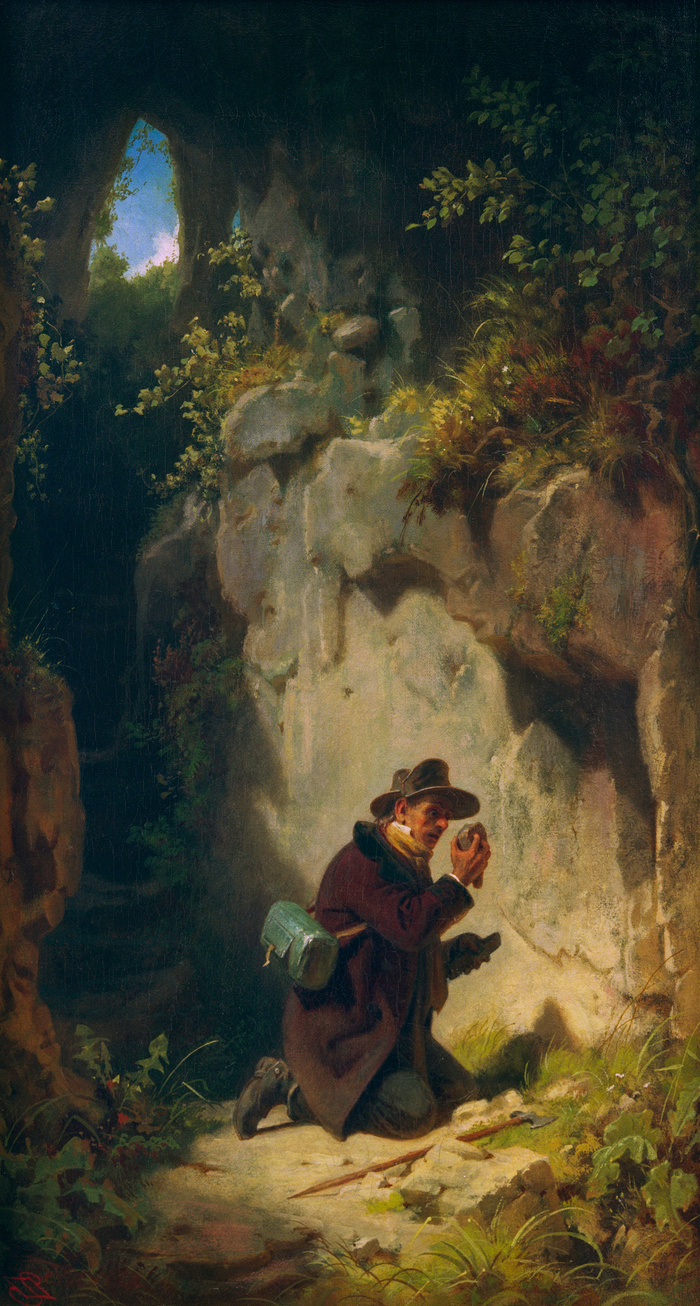
Version 2, Sammlung Georg Schäfer
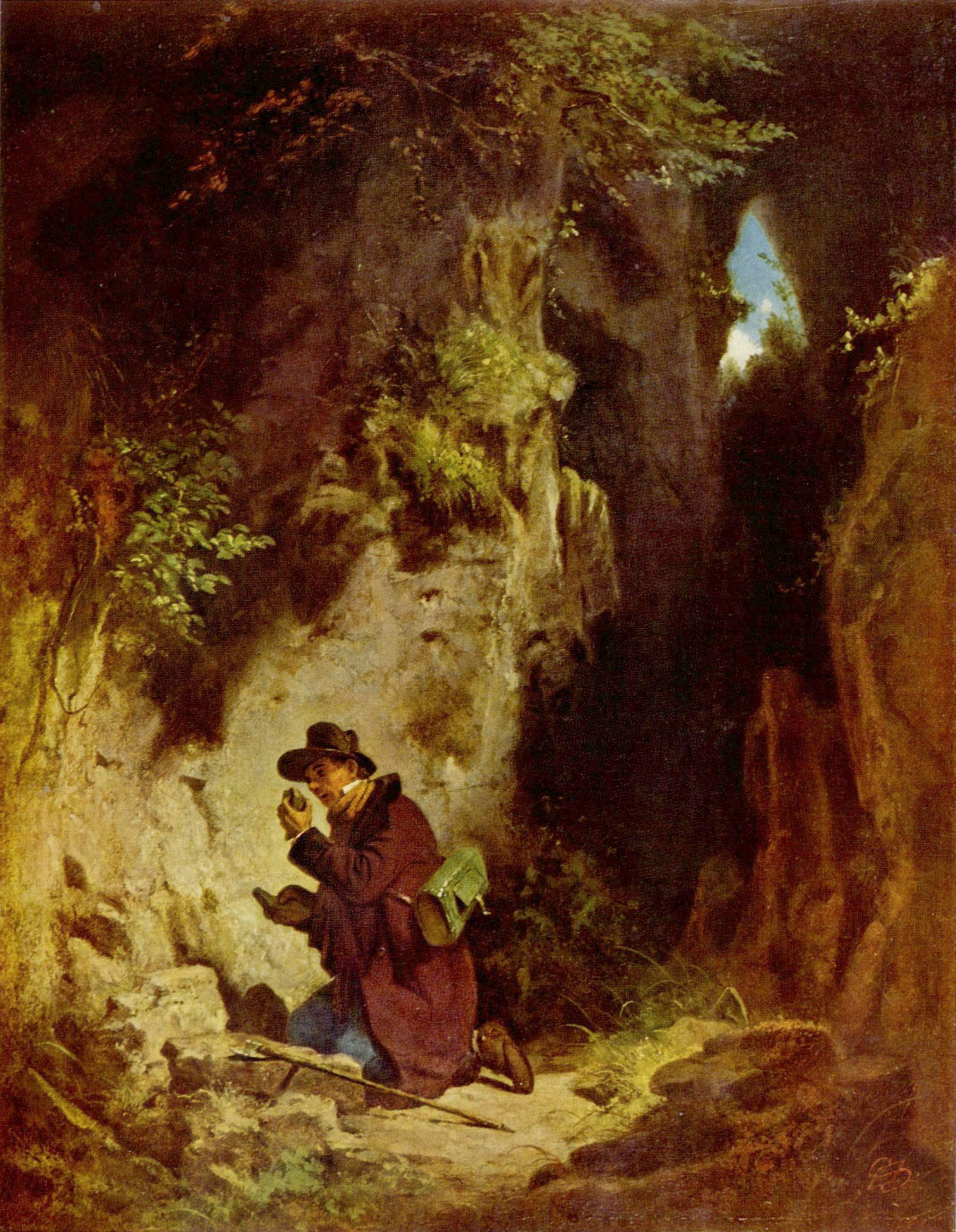
Version 3, Von der Heydt-Museum

Hans Dietrich Lang hält sogar eine fünfte Version für möglich. Die zweite Version ist eine spiegelbildliche Situation des Motivs. Einzig allein die erste Version ist mit 1854 datiert. Die anderen Werke sind undatiert, so kann man nur davon ausgehen, dass diese in der zweiten Hälfte der 1850er oder in den 1860er Jahren – wie meist in der Literatur angegeben – entstanden sind. Eine andere Quelle möchte für das Werk das Jahr 1863 angeben.
Daneben gibt es ein ähnliches Werk von Spitzwerg, das mit Der Geologe in der Grotte im Werkverzeichnis steht und von 1882 ist.

## Hintergrund und Entstehung
Nach Hans Dietrich Lang hatte hier eine steile Schlucht mit einem Stollenmundloch im Peißenberger Glanzkohlenrevier bei Peißenberg als Vorbild gedient. Spitzweg hielt sich oft in Peißenberg auf, er fasste bei einem Kuraufenthalt 1833 den Entschluss, Maler zu werden. Nach Erika Günter handelt es sich bei diesem Felsmotiv um den Eingang zu einem Schaft des Hohen Peißenbergs.

## Provenienz
Die Provenienz des Gemäldes ist nicht vollständig dokumentiert, sie stellt sich so dar: Seit 1863 ist das Gemälde im Besitz von Wilhelm Schaus in New York gewesen. Danach kam es über die Galerie Heinemann in München zu Fritz Reimann (1862–1913) in Elberfeld. Mit dem Tode Reimanns 1913 kamen durch Vermächtnis dieses und andere Gemälde in den Besitz des Von der Heydt-Museums.

## Ausstellungen
- 1929: Galerie Stern, Düsseldorf[1]
- 2004: Von der Heydt-Museum, Wuppertal[7]
- 2017: Von der Heydt-Museum, Wuppertal in der Ausstellung „Mehr Licht! Werke aus der Sammlung“